# Lycée Ferenc-Kölcsey
Le lycée Ferenc-Kölcsey (en hongrois : Kölcsey Ferenc Gimnázium) est un lycée public situé dans le 6e arrondissement de Budapest. 

## Historique
Fondé en 1898, il est considéré comme l'un des plus grands et meilleurs lycées de la capitale hongroise. Il porte le nom de Ferenc Kölcsey.
Il propose depuis sa création des classes bilingues, notamment avec le français et l'italien (introduit en 1925). Il a reçu notamment les visites de Victor-Emmanuel III (en 1933), d'Aldo Moro (en 1970) et de François Mitterrand (en 1990).
Il est labellisé LabelFrancÉducation.

## Anciens professeurs et anciens élèves
- Mihály Babits, professeur, poète, romancier, essayiste et traducteur
- Lajos Bokros (en), économiste et homme politique, ministre puis député européen (2009-2014)
- Gábor Gyepes, joueur de football
- Tamás Hajnal, joueur de football
- Abigél Joó, championne d'Europe de judo
- Boglárka Kapás, championne de natation
- Attila Kálnoki Kis (en), champion de pentathlon moderne
- George Kunos (hu), médecin neuroendocrinologue et pharmacologue installé aux États-Unis
- Pál Mácsai (en), acteur et réalisateur
- Ádám Madaras (en), champion de pentathlon moderne et d'escrime
- Péter Oszkó (en), juriste et homme politique
- Miklós Vámos, journaliste (presse écrite et télévision), écrivain et dramaturge
- Zoltán Varga, joueur et entraîneur de football
- Csaba Vidáts, joueur de football
- Tamás Vitray (hu), journaliste sportif, lauréat du Prix Kossuth